# Nothing Left to Fear
Nothing Left to Fear is een Amerikaanse horrorfilm uit 2013 onder regie van Anthony Leonardi III.

## Verhaal
Geestelijke Dan verhuist met zijn vrouw Wendy en kinderen Rebecca, Mary en Christopher van de grote stad naar het plattelandsdorpje Stull in Kansas. Hij is gevraagd om daar voorganger van de lokale kerk te worden. Wanneer ze de weg vragen, ziet Rebecca in de verte een jongen die een schaap slacht en het bloed opvangt in een ton. Eenmaal in Stull heet de aftredende geestelijke Pastor Kingsman de familie welkom en helpt hij samen met vrijwel de hele parochie met het binnenbrengen van alle spullen. Ook brengt hij de familie een taart die een parochielid voor ze heeft gebakken. 
Wanneer Mary trek krijgt en niets te eten kan vinden, neemt ze een stuk taart. Er blijkt een tand in te zitten, waardoor ze haar verhemelte openhaalt. Een lokale jongen genaamd Noah staat op datzelfde moment aan de deur voor Rebecca, om haar rond te leiden door Stull. Hij is degene die ze in de verte zag met het gedode schaap, beseft ze. Het klikt vrijwel direct tussen de twee. Een dorpsbewoner ziet dit en waarschuwt Kingsman. Die laat Noah meteen ophalen. Hij wil niet dat die een band krijgt met de nieuwe mensen, 'omdat die een ander doel dienen'. Noah vertelt Kingsman dat Mary de tand in de taart heeft aangetroffen. Hierdoor is zij de verkozene voor dat doel.
Een paar dagen later bezoeken Dan en Wendy samen met hun kinderen het plaatselijke zomerfestival. Wanneer hun dochters samen met Noah iets te drinken gaan halen, krijgt Mary een gedrogeerd drankje aangereikt. Misselijk hiervan, zegt ze Rebecca en Noah samen verder te gaan. Zij gaat hun ouders zoeken. Noah vertelt Rebecca dat hij bij Kingsman woont. Die heeft hem in zijn gezin opgenomen nadat zijn hele familie omkwam. Het gedrogeerde drankje dat Mary dronk, werkt verdovend. Voor ze haar ouders bereikt, verliest ze het bewustzijn. Wanneer Mary bijkomt, is ze vastgebonden aan een boom in het midden van een plas water. Om haar heen staan Kingsman en verschillende dorpsbewoners. Niemand reageert op haar vragen en hulpkreten. Kingsman draagt een preek voor, maakt een snee in zijn arm en laat het bloed dat uit de wond komt in de plas lopen. Dit roept een entiteit op die oprijst vanuit het water en Mary langzaam van top tot teen in zwart omhult. Wanneer Kingsman haar terugbrengt naar haar ouders, lijkt ze ziek en spreekt ze geen woord meer.
De familie legt Mary thuis in bed. Kingsman belt Dan met de vraag of hij naar de kerk wil komen voor iets dat niet kan wachten. Dit blijkt een smoes om hem van zijn familieleden te scheiden. Kingsman drogeert Dan en bindt hem vast. Wanneer Rebecca gaat kijken bij Mary, is die nog maar ten dele menselijk. Wendy stuurt Rebecca en Christopher weg om hun vader te halen. Ze vinden hem vastgebonden in de kerk nadat Noah de deur daarvan forceert. Weer thuis blijkt Wendy dood, haar lichaam alleen nog een lege, korrelige huls. Zodra 'Mary' opduikt, overkomt Dan hetzelfde. Rebecca en Christopher slaan op de vlucht met Noah, met 'Mary' op hun hielen. Alle families in het dorp houden hun deuren voor hen gesloten. Wanneer Christopher toch ergens binnenkomt door een kattenluik, wordt hij weer buitengezet. Zo valt ook hij ten prooi aan 'Mary'.
Noah vertelt Rebecca dat hij een plek weet waar ze veilig zijn. Daar aangekomen, blijkt hij haar te hebben misleid. In het gebouw is het hele dorp samengekomen in afwachting van 'Mary'. Noah verontschuldigt zich en verklaart dat hij niet anders kon. Stull ligt op een doorgang naar de Hel en het vereist offers om de doorgang te sluiten wanneer die zich dan tijd tot tijd opent. Hij maakt een snee in haar arm. Met haar bloed wordt een eind gemaakt aan wat er van Mary is geworden en wordt de doorgang naar de Hel voorlopig weer gedicht.

## Epiloog
Een familie nadert Stull. Wanneer ze de weg vragen, ziet de zoon van het gezin in de verte Rebecca, die een schaap slacht en het bloed opvangt in een ton.

## Rolverdeling
- Anne Heche - Wendy
- James Tupper - Dan
- Ethan Peck - Noah
- Rebekah Brandes - Rebecca
- Carter Cabassa - Christopher
- Wayne Pére - Mason
- Jennifer Stone - Mary
- Clancy Brown - Pastor Kingsman